# Acaciacoris acaciae
Acaciacoris acaciae är en insektsart som först beskrevs av Knight 1918.  Acaciacoris acaciae ingår i släktet Acaciacoris och familjen ängsskinnbaggar. Inga underarter finns listade i Catalogue of Life.